# 모리모토 히초리
모리모토 히초리(일본어: 森本 稀哲, 1981년 1월 31일 ~ )은 일본의 전직 프로 야구 선수이다.
한국계 일본인으로 귀화 전 한국명은 이희철(李稀哲)이다.

## 인물

### 프로 입단 전
재일 한국인 아버지와 한국인 어머니(제주도 출신) 사이에서 태어났다. 데이쿄 중학교·고등학교 시절에는 1998년에 주장을 맡았고, 유격수로서 제80회 전국 고등학교 야구 선수권 대회에 출전하여 3차전인 시마네 현립 하마다 고등학교와의 경기에서 8회에 와다 쓰요시로부터 전광판을 향해 동점 홈런을 때려냈지만 팀은 패배했다. 고교 통산 34홈런.
1998년의 프로 야구 드래프트 회의에서는 닛폰햄 파이터스로부터 4순위로 지명을 받아 입단하면서 애초는 내야수였지만 외야수로 전향했다.

### 닛폰햄 시절

#### 1999년 ~ 2005년
프로 2년째인 2000년에는 1군 무대에 첫 출전함과 동시에 첫 홈런을 기록했고 주로 수비와 대주자 요원으로 기용되었다. 2003년에는 닛폰햄 감독으로 취임한 트레이 힐만 감독으로부터 높은 평가를 받아 1번·중견수로서 처음으로 개막전 선발 명단에 올랐다. 4월에만 4개의 홈런을 기록했지만 그 이후에는 성적이 침체되는 등 한신 타이거스에 이적해 온 쓰보이 도모치카에게 포지션을 빼앗겨 수비·대주자로 뛰었다. 그러나 2005년에는 타격 성적이 향상되는 등 처음으로 100경기에 출전하면서 타율 2할 6푼 4리, 7홈런을 기록했다.

#### 2006년
개막전 선발 멤버였던 쓰보이 도모치카의 전력 이탈 등도 있어 4월 하순 무렵부터 1번·좌익수를 차지해 본인으로서는 처음으로 규정 타석을 채웠다. 그 외에도 퍼시픽 리그 최다 득점을 기록하면서 골든 글러브상을 수상했고 올스타전에서도 첫 출전을 했다.

#### 2007년
중견수로 뛰면서 시즌 종반까지 가타오카 야스유키와의 도루왕의 타이틀을 놓고 경쟁하는 등(결과는 가타오카가 도루왕을 차지) 팀내 부동의 1번 타자로서 전 이닝 출전을 완수했다. 처음으로 3할대의 타율을 기록했고, 24경기 연속 안타는 퍼시픽 리그 역대 6위 타이 기록이며 구단으로서는 오시타 히로시와 대등한 최다 타이 기록을 수립했다. 우타자이지만 내야 안타 개수도 이나바 아쓰노리에 뒤를 이은 리그 2위를 기록했다. 최다 득표를 얻어 골든 글러브상(2년 연속)과 베스트 나인을 동시에 수상했고 보살 개수는 양대 리그 1위인 15개를 기록했다.

#### 2008년
5월 25일의 요미우리 자이언츠전에서 상대 투수인 니시무라 겐타로로부터 사구를 받아 왼손 새끼 손가락에 골절상을 입었고(전치 5주) 2006년부터 계속되고 있던 연속 경기 풀 이닝 출전 기록도 중단되었다. 후반기에는 부상의 영향으로 인해 부진에 시달리는 등 개인 최저의 성적을 기록했다.

#### 2009년
이토이 요시오에 중견수 자리를 빼앗기면서 좌익수로서의 출전하는 일이 많아졌지만 선발 명단에서 제외되는 일이 많아지면서 출전 기회가 감소되었다. 같은 해 5월에는 국내 이적이 가능한 FA권을 취득했고 올스타전을 앞두고 출전 기회도 증가하고 있었지만 8월 6일의 사이타마 세이부 라이온스전에서 경기 도중 사구를 받아 전년도에 부상당했던 왼쪽 새끼 손가락에 다시 골절상을 입었다. 107경기에 출전했지만 규정 타석은 채우지 못해 타율도 2할 4푼 7리에 끝났다. 다나카 겐스케가 1번 타자로 뛰면서 2번으로 다시 되돌아왔고 리그 최다인 43개의 희생타를 기록해 10할대가 넘는 성공률을 자랑했지만 일본 시리즈인 요미우리 자이언츠전에서는 몇 차례나 번트 실패를 반복하는 등 2개의 병살타를 기록할 정도로 부진했다. 그 해에는 FA권을 행사하지 않고 닛폰햄에 잔류를 하겠다고 선언해 기자 회견에서는 “어떤 조건을 나와도 잔류할 생각이었다. 다른 팀에서 플레이하는 이유가 전혀 없다”라고 말했다.

#### 2010년
7월 14일의 세이부전에서는 첫 회에서 희생 번트를 시도했을 때 노가미 료마로부터 사구를 받아 퇴장당했다. 오른쪽 새끼 손가락에 골절상을 입으면서 다음날에는 1군 등록이 말소되었다. 이것으로 3년 동안 사구에 의해 골절상을 입을 정도의 부상이었지만 그런데도 리그 최다인 55개의 희생타를 기록했고 타율도 2할 7푼 2리를 기록하는 등 타격 면에서 서서히 회복되었다.
2010년 오프에 FA를 선언했고, 12월 1일에 요코하마 베이스타스의 이적이 발표되면서 12월 11일에 정식으로 계약을 맺었다.

### 요코하마·DeNA 시절

#### 2011년

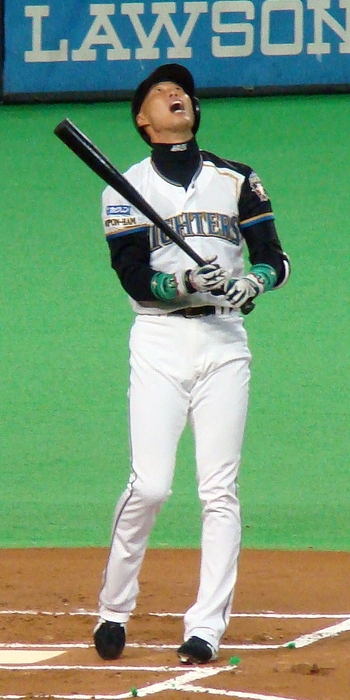
닛폰햄 시절의 모리모토(2009년)

2010년 12월 11일에 정식으로 계약을 맺은 후 같은 날 요코하마 차이나타운에 있는 ‘마소뵤’(媽祖廟)에서 입단 기자 회견을 가졌다. 등번호는 5번으로 결정되었고 이적 첫 해인 2011년에는 개막전 6번 중견수로서 선발 출전했다. 그러나 5월 1일에 편도선염에 걸려 등록이 말소되었고 그 후에는 다시 1군에 복귀했지만 7월 6일의 히로시마 도요 카프전에서의 우에노 히로후미와의 투타전에서 자신이 때린 파울 타구에 맞아 왼발을 부상당했다. 8일에 다시 등록이 말소되면서 1군 복귀는 10월이 되었다.

#### 2012년
2년 연속으로 개막 스타팅 멤버가 되지만, 알렉스 라미레스의 영입과 아라나미 쇼의 비약에 밀려나며 5월 이후부터는 선발 출장 기회가 감소당하고 대타, 대주자, 수비 도중 기용이 많아졌다. 최종적으로 108경기에 출전하고 슈퍼 서브로서 팀을 지지했다. 9월에 왼손 유구 뼈가 골절 되고 28일에 등록 말소되어 시즌을 끝냈다.

#### 2013년
정규 시즌 동안 2군에만 머물렀고 1군 경기는 4경기 출장에 그쳤다. 2013년 10월 4일 전력외통보를 받고, 시즌 최종전인 동년 10월 8일 요코하마 스타디움에서 한신 타이거스와의 경기에서 선발출전을 했다. 그 경기를 마지막으로 요코하마 DeNA 베이스타스를 퇴단했다. DeNA에서 방출된 이후 선수생활을 포기하지 않겠다고 선언했고, 사이타마 세이부 라이온스의 추계 캠프에 테스트생으로서 참가하였다. 동년 11월 19일 사이타마 세이부 라이온스에 정식 입단하였고, 4년 만에 퍼시픽 리그에 복귀 했다.

## 에피소드
- 조부모와 부모 모두가 재일 한국인으로, “히초리”(ひちょり)라는 이름은 “희철”(稀哲)의 한국어 발음에서 따온 것으로 아버지가 명명했다. 프로 입단 당시 일부 선수명감(일종의 가이드북)에서는 “히초리”가 아닌 “히로요리”(ひろより)라고 적거나, “稀哲”을 “秘哲”로 오기했던 경우가 있다. 초등 교육은 한국학교에서 받았으며 본인도 “재일동포로서 민족 의식은 강했었습니다” 라고 밝히기도 했다. 부모는 도쿄도 아라카와구 니시닛포리(西日暮里)에서 에리카(絵理花)라는 불고기집을 운영 중이다.
- 초등학교 시절 범발성 원형탈모증에 걸렸었다. 현재는 거의 극복하였지만 당시의 고생을 잊지 않기 위해서 또한 같은 병으로 고생하는 사람들에게 용기를 주기 위해서도 매일 머리를 밀며 스킨헤드를 유지하고 있다.
- 2006년 7월 21일, 메이지 진구 야구장에서 열린 올스타전(1차전)에서 만화 《드래곤 볼》 캐릭터 중의 하나인 ‘피콜로’ 분장을 하고 나와 화제가 되었다.

## 상세 정보

### 출신 학교
- 데이쿄 고등학교

### 선수 경력
- 닛폰햄 파이터스·홋카이도 닛폰햄 파이터스(1999년 ~ 2010년)
- 요코하마 베이스타스·요코하마 DeNA 베이스타스(2011년 ~ 2013년)
- 사이타마 세이부 라이온스(2014년 ~ 2015년)

### 수상·타이틀 경력
- 베스트 나인: 1회(2007년)
- 골든 글러브상: 3회(2006년 ~ 2008년)
- JA 전농 Go·Go상: 2회(강한 어깨상: 2007년 9월, 2010년 9월)
- 삿포로 돔 MVP: 1회(야구 부문·2006년)
- 올스타전 우수 선수상: 2회(2006년 제2차전, 2007년 제2차전)
- 올스타전 신인상(2006년)
- 일본 시리즈 우수 선수상: 1회(2006년)

### 개인 기록

#### 첫 기록
- 첫 출장: 2000년 8월 2일, 대 세이부 라이온스 19차전(세이부 돔), 10회초에 우에다 요시노리의 대타로 출장
- 첫 타석: 상동, 10회초에 모리 신지 앞에서 삼진
- 첫 선발 출장: 2000년 8월 10일, 대 오사카 긴테쓰 버펄로스 21차전(오사카 돔), 1번·좌익수로서 선발 출장
- 첫 안타: 상동, 3회초에 나르시소 엘비라로부터 우전 안타
- 첫 홈런·첫 타점: 상동, 9회초에 우다카 신지로부터 좌월 3점 홈런
- 첫 도루: 2001년 7월 18일, 대 세이부 라이온스 18차전(도쿄 돔), 2회말에 2루 안착(투수: 마쓰자카 다이스케, 포수: 이토 쓰토무)

#### 기록 달성 경력
- 통산 1000경기 출장: 2010년 9월 26일, 대 사이타마 세이부 라이온스 24차전(삿포로 돔), 2번·좌익수로서 선발 출장 ※역대 439번째

#### 기타
- 리그 최다 득점: 2회(2006년, 2007년)
- 리그 최다 희생타: 2회(2009년, 2010년)
- 2경기 연속 선두 타자 홈런(2006년 4월 25일·4월 26일, 대 세이부 라이온스 4차전·5차전) ※역대 11번째
- 1경기 6안타: 2006년 9월 17일, 대 지바 롯데 마린스 18차전(삿포로 돔) ※리그 역대 1위 타이 기록
- 24경기 연속 안타(2007년) ※퍼시픽 리그 역대 6위 타이 기록이며, 구단에서는 오시타 히로시와 대등한 최다 기록
- 올스타전 출장: 3회(2006년 ~ 2008년)

### 등번호
- 53(1999년)
- 46(2000년 ~ 2006년)
- 1(2007년 ~ 2010년)
- 5(2011년 ~ 2013년)
- 0(2014년 ~ 2015년)

### 연도별 타격 성적
| 연 도      | 소 속          | 경 기 | 타 석 | 타 수 | 득 점 | 안 타 | 2 루 타 | 3 루 타 | 홈 런 | 루 타 | 타 점 | 도 루 | 도 루 자 | 희 생 번 | 희 생 플 | 볼 넷 | 고 4 | 사 구 | 삼 진 | 병 살 타 | 타 율 | 출 루 율 | 장 타 율 | O P S |
| ---------- | -------------- | ----- | ----- | ----- | ----- | ----- | ------- | ------- | ----- | ----- | ----- | ----- | -------- | -------- | -------- | ----- | ---- | ----- | ----- | -------- | ----- | -------- | -------- | ----- |
| 2000년     | 닛폰햄         | 7     | 16    | 13    | 2     | 2     | 0       | 0       | 1     | 5     | 3     | 0     | 1        | 0        | 0        | 3     | 0    | 0     | 5     | 0        | .154  | .313     | .385     | .697  |
| 2001년     | 닛폰햄         | 65    | 148   | 133   | 16    | 33    | 4       | 2       | 1     | 44    | 9     | 11    | 2        | 3        | 1        | 9     | 0    | 2     | 35    | 2        | .248  | .303     | .331     | .634  |
| 2002년     | 닛폰햄         | 66    | 66    | 60    | 6     | 10    | 3       | 0       | 1     | 16    | 5     | 5     | 1        | 1        | 1        | 1     | 0    | 3     | 16    | 0        | .167  | .215     | .267     | .482  |
| 2003년     | 닛폰햄         | 61    | 151   | 133   | 21    | 26    | 2       | 1       | 4     | 42    | 16    | 3     | 2        | 3        | 0        | 14    | 0    | 1     | 48    | 2        | .195  | .277     | .316     | .593  |
| 2004년     | 닛폰햄         | 78    | 71    | 58    | 19    | 11    | 3       | 0       | 0     | 14    | 3     | 1     | 2        | 0        | 0        | 12    | 0    | 1     | 24    | 3        | .190  | .338     | .241     | .579  |
| 2005년     | 닛폰햄         | 103   | 325   | 295   | 48    | 78    | 10      | 3       | 7     | 115   | 25    | 9     | 2        | 5        | 1        | 22    | 1    | 2     | 82    | 3        | .264  | .319     | .390     | .709  |
| 2006년     | 닛폰햄         | 134   | 595   | 520   | 84    | 148   | 28      | 6       | 9     | 215   | 42    | 13    | 9        | 21       | 5        | 46    | 1    | 3     | 103   | 4        | .285  | .343     | .413     | .757  |
| 2007년     | 닛폰햄         | 144   | 660   | 584   | 91    | 175   | 27      | 3       | 3     | 217   | 44    | 31    | 3        | 17       | 6        | 47    | 1    | 6     | 111   | 6        | .300  | .355     | .372     | .726  |
| 2008년     | 닛폰햄         | 121   | 549   | 478   | 66    | 121   | 15      | 1       | 0     | 138   | 21    | 12    | 7        | 17       | 1        | 49    | 1    | 4     | 81    | 5        | .253  | .327     | .289     | .616  |
| 2009년     | 닛폰햄         | 107   | 404   | 316   | 50    | 78    | 14      | 4       | 1     | 103   | 29    | 9     | 2        | 43       | 0        | 43    | 0    | 2     | 52    | 2        | .247  | .341     | .326     | .667  |
| 2010년     | 닛폰햄         | 115   | 505   | 408   | 65    | 111   | 11      | 3       | 2     | 134   | 30    | 10    | 3        | 55       | 1        | 36    | 0    | 5     | 71    | 12       | .272  | .338     | .328     | .666  |
| 2011년     | 요코하마· DeNA | 48    | 153   | 134   | 13    | 25    | 3       | 1       | 1     | 33    | 9     | 0     | 1        | 9        | 1        | 8     | 0    | 1     | 42    | 4        | .187  | .236     | .246     | .482  |
| 2012년     | 요코하마· DeNA | 108   | 230   | 201   | 20    | 49    | 5       | 1       | 3     | 65    | 18    | 0     | 2        | 4        | 1        | 20    | 0    | 3     | 44    | 6        | .244  | .320     | .323     | .643  |
| 통산: 13년 | 통산: 13년     | 1157  | 3873  | 3333  | 501   | 867   | 125     | 25      | 33    | 1141  | 254   | 104   | 37       | 178      | 18       | 310   | 4    | 33    | 714   | 49       | .260  | .328     | .342     | .671  |

- 2012년 기준, 굵은 글씨는 시즌 최고 성적.
- 1999년은 1군 출장 없음.
- 요코하마(요코하마 베이스타스)는 2012년에 DeNA(요코하마 DeNA 베이스타스)로 구단명 변경.